# 시그니페르

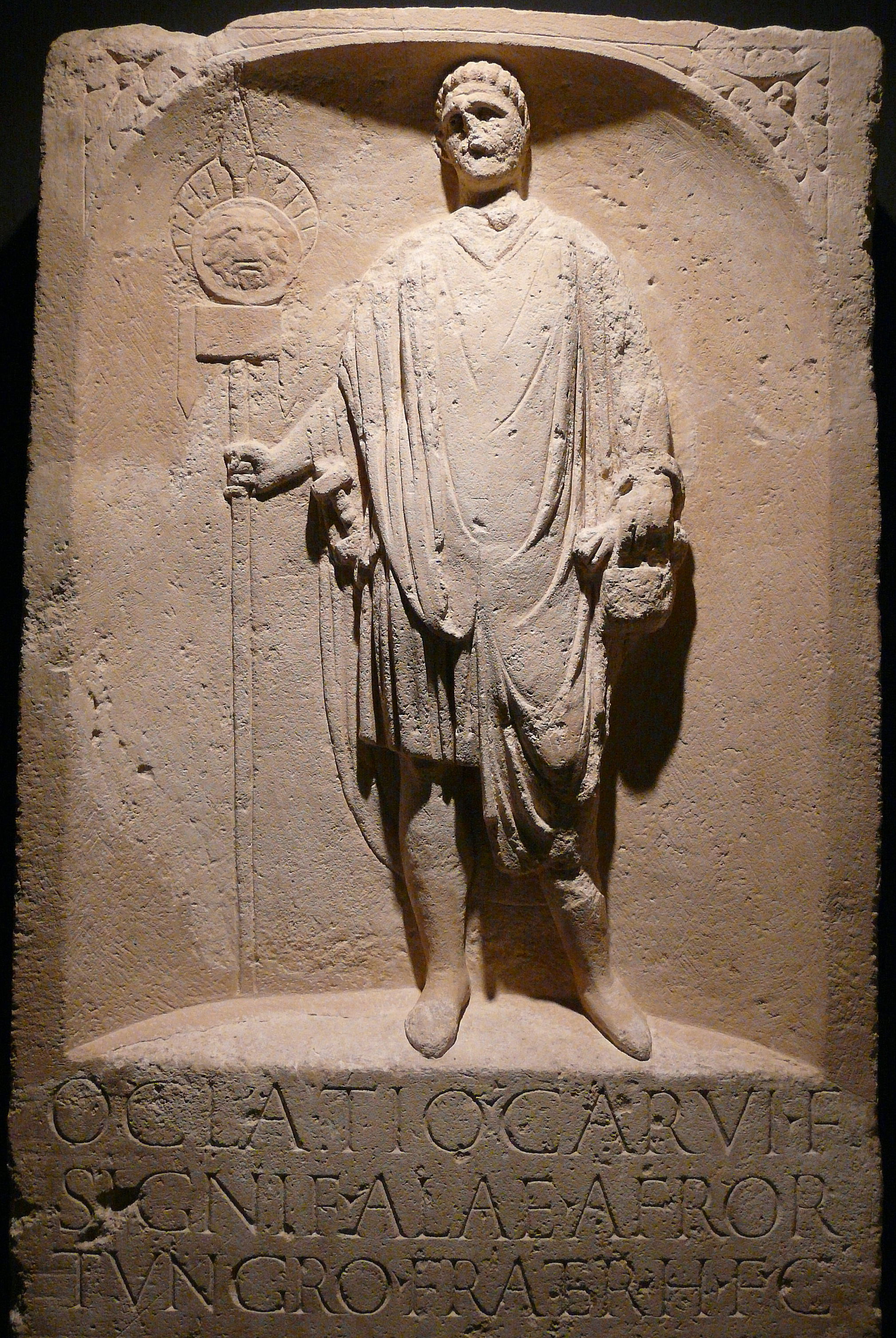
오클라티우스 가문의 시그니페르 묘석.

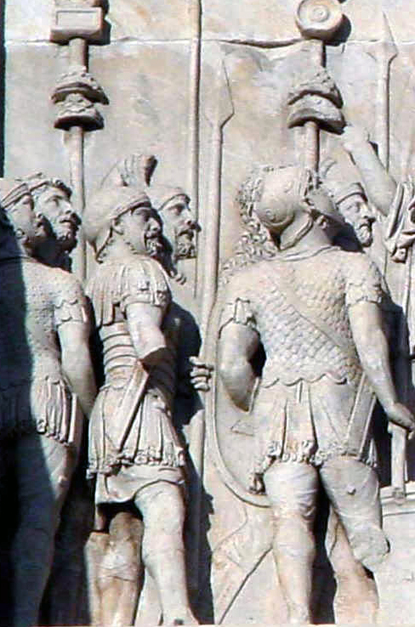
몇몇 시그니페르를 묘사하고 있는 콘스탄티누스 개선문의 부조

시그니페르 (Signifer)는 로마 군단의 군기수이다. 코호트 또는 백인대의 시그눔 (signum, 군기)을 들고 다녔다. 백인대 마다 한 명의 시그니페르를 두어, 한 군단 당 59명이 있었다. 코호트에선 첫번째 백인대의 시그니페르가 선임이 되었다.

## 군기수
시그눔이란 시그니페르가 들고 다니는 부대의 군사적 상징이다. 그것의 깃대 위에는 많은 다른 요소들이 새겨진 많은 팔라라이 (phalarae, 원반 또는 메달)들이 있었다. 이 깃대에는 잎 모양의 창대 또는 병사들의 충성의 맹세를 나타내는 형상인 마누스 (Manus, 펼친 손바닥)가 가장 위쪽에 있었다. 때때로는 명예나 보상을 나타내는 것으로 보이는 화환의 묘사가 있기도 하였다.
전투에서 시그눔을 가지고 다니는 일은 첫 전열에 있어야만 하고 작은 부클리예만 가지고 다닐 수 있었기에 위험했다. 백인대마다 있는 기수는 병력들을 집결시킬 수 있었다. 사병이 훈련시에 군기수 지위를 가질 수 있었다. 시그니페르가 전투 중에 전사하면, 그 부대 전체는 망신을 당하는 것이었다.

## 복장
오늘날의 재현에서 이용되고 자주 묘사되기는 하더라도. 시그니페르들은 늑대 가죽으로 그들의 투구를 덮진 않은 것으로 보인다. 고고학적, 문헌적 자료에서는 군기수들이 주로는 곰 가죽, 때로는 사자 가죽을 걸쳤다고 되어 있지만 늑대 가죽은 언급되지 않았다.

## 물주
추가적으로 시그눔을 들고 다니는 시그니페르들은 부대의 재정 관리 책임을 맡았고 그 군단의 물주 역할을 했다. 시그니페르는 기본 봉급의 두배를 받았다.

## 공화정과 제정 시기
로마 공화정 시기에 시그니페르들은 모든 군기수에 적용되는 말이었지만, 제정 시기에는 아퀼리페르, 이마기니페르, 두플리카리이, 벡실라리이, 드라코나리이 등을 포함한 시그니페리의 일종 중 하나였다.

## 같이 보기
- 제상수
- 거기수

## 참고 자료
- Zehetner, S. 2011: Der Signifer. Stellung und Aufgaben in der Kaiserzeitlichen Armee. VDM Verlag, Saarbrücken.